# Ngawang Sangdröl

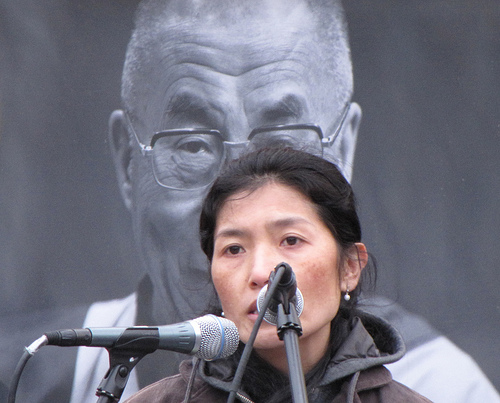
Ngawang Sangdröl tijdens de Free Tibet Rally New York

Ngawang Sangdröl (Lhasa, 1977) is een Tibetaans activiste en voormalig politiek gevangene. Ze werd voor het eerst gearresteerd op haar tiende en belandde gedurende 15 dagen in de cel. Op haar dertiende werd ze voor de duur van negen maanden vastgezet en op haar vijftiende verdween ze opnieuw in de cel en werd ze veroordeeld voor elf jaar gevangenisstraf.

## Arrestaties
Op jonge leeftijd ging ze naar het nonnenklooster Garu bij Lhasa. In 1987, op een leeftijd van tien jaar, nam ze deel aan een protestdemonstratie voor onafhankelijkheid en werd ze vijftien dagen lang opgesloten in een gevangenis.
Samen met andere nonnen van het klooster riep ze tijdens een protest buiten het zomerpaleis in Lhasa: Onafhankelijkheid voor Tibet en Lang leve de dalai lama. Ze werd hierop gevangengezet op een leeftijd van dertien jaar in de gevangenis Gutsa en kwam negen maanden later vrij.
Tijdens de opstand van 1987 tot 1993 deed ze vaker mee aan vreedzame demonstraties waarbij ze leuzen scandeerde en in 1992 werd ze opnieuw door de Chinese autoriteiten gevangengezet, ditmaal in de gevangenis van Drapchi. Ze kreeg harde werktaken en moest blijven breien en spinnen tot er blaren op haar vingers stonden. Ditmaal duurde het elf jaar voordat ze vrijkwam.

## Muziektape
In deze gevangenis verbleef ze met dertien andere Tibetaanse nonnen die ook wel de Drapchi 14 werden genoemd. Haar gevangenisstraf werd herhaaldelijk verlengd vanwege haar aanhoudende protesten. Een van de andere nonnen was Püntsog Nyidron.
Een van die acties was in 1994, toen de groep nonnen in de gevangenis clandestien een tape met liederen en gedichten opnam, over haar thuisland en de veertiende dalai lama Tenzin Gyatso. De tape werd buiten Tibet gesmokkeld en van de opnames werd de CD Seeing Nothing but the Sky opgenomen. De tape werd daarna door de ngo Free Tibet Campaign in Londen verspreid.

## Marteling
Ngawang Sangdröl werd in de gevangenis gemarteld, waarbij onder meer haar handen aan elkaar werden gebonden, waarna ze aan de armen werd opgehangen. Over de lengte waarin dit gebeurde, zei ze in een interview met de BBC: "Het deed zoveel pijn, dat je de tijd er niet van bijhield." Daarnaast werd ze geslagen met ijzeren staven, rubberen pijpen en kreeg ze elektrische prikkels op haar tong met een apparaat dat voor vee bestemd was.
Tijdens de protesten in de Drapchi-gevangenis van mei 1998, werden de gevangenen en in het bijzonder Sangdrol woest geslagen en gemarteld. Het Tussenliggende Volksgerecht in Lhasa verlengde haar vonnis daarop met nog eens enkele jaren.
Haar zus Rinzin Dolkar bezocht Sangdrol op 20 september 2002 en trof haar aan in het gevangenisziekenhuis, waar ze van mishandeling bijna niet meer kon bewegen en drinken. Van de slagen die ze hier had gekregen, had ze vier jaar na vrijlating in 2006 nog last van hoofdpijnaanvallen en problemen aan de nieren en maag.

## Vrijlating
Op 17 oktober 2002 kwam ze uiteindelijk vrij, waarbij haar gevangenisstraf was ingekort tot 11 jaar in plaats van het oorspronkelijke vonnis van 21 jaar. Tot die tijd was er grote druk uitgeoefend door verschillende actiegroepen en Tibetaanse politieke organisaties.
De vrijlating, die volgens de officiële lezing gebeurde vanwege goed gedrag, viel enkele dagen na het bezoek van de Chinese premier Jiang Zemin aan president George W. Bush op diens ranch in Texas.
De autoriteiten dwongen haar vijf maanden na haar vrijlating Tibet te verlaten. Ze vertrok naar de Verenigde Staten en werkte daar sindsdien voor het International Campaign for Tibet als mensenrechten-analist.